# دانشگاه زاگرب
دانشگاه زاگرب (کرواتی: Sveučilište u Zagrebu) بزرگترین دانشگاه کرواسی است. در سال ۲۰۱۱ دانشگاه زاگرب بین ۵۰۰ دانشگاه برتر جهان رتبه‌بندی شد.